# Dhanera
Dhanera är en ort i Indien.   Den ligger i distriktet Banās Kāntha och delstaten Gujarat, i den västra delen av landet, 700 km sydväst om huvudstaden New Delhi. Dhanera ligger 137 meter över havet och antalet invånare är 23 656.
Terrängen runt Dhanera är platt, och sluttar västerut. Runt Dhanera är det tätbefolkat, med 257 invånare per kvadratkilometer. Det finns inga andra samhällen i närheten. Trakten runt Dhanera består till största delen av jordbruksmark.